# هنري بيرسون كرو
هنري بيرسون كرو (بالإنجليزية: Henry Pierson Crowe)‏ هو ضابط أمريكي، ولد في 7 مارس 1899 في Boston, Kentucky ‏ في الولايات المتحدة، وتوفي في 27 يونيو 1991 في بورتسموث في الولايات المتحدة.

## وصلات خارجية
- هنري بيرسون كرو على موقع IMDb (الإنجليزية)